# Alastair Boyd
Alastair Boyd (1927-2009) fue un escritor, hispanista, político y noble británico.

## Biografía
Nacido en 1927, ostentó el título nobiliario de barón Kilmarnock. Escribió libros sobre España, con motivo de sus viajes por el país. Boyd, que también se dedicó a la política, falleció el 19 de marzo de 2009 en el municipio malagueño de Ronda.